# STS-123

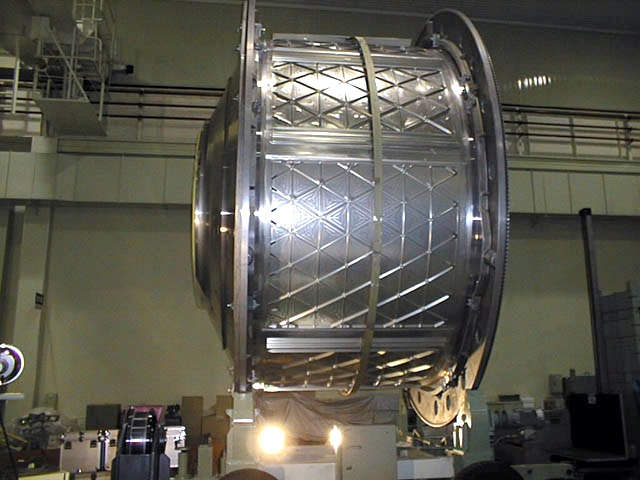
JEM Kibo ELM-PS

STS-123 – misja wahadłowca Endeavour, która odbyła się w marcu 2008 roku. Był to dwudziesty pierwszy lot promu Endeavour oraz sto dwudziesta druga misja programu lotów wahadłowców. Głównym celem wyprawy było dostarczenie na Międzynarodową Stację Kosmiczną (ISS) pierwszej części japońskiego modułu Kibō (ELM-PS, Experiment Logistics Module – Pressurized Section) oraz końcówki dźwigu Canadarm2 zwanej Special Purpose Dexterous Manipulator (Dextre). Nastąpiła również wymiana członków załogi Ekspedycji 16.

## Załoga
źródło
- Dominic Gorie (4)*, Dowódca
- Gregory H. Johnson (1), Pilot
- Richard Linnehan (4), Specjalista misji
- Robert Behnken (1), Specjalista misji
- Michael Foreman (1), Specjalista misji
- Takao Doi (2), Specjalista misji (JAXA) (Japonia)

### Przywieziony członekzałogi 16 ISS
- Garrett Reisman (1) – Inżynier pokładowy ISS

### Odwieziony na Ziemię członekzałogi 16 ISS
- Léopold Eyharts (2) – Inżynier pokładowy ISS (ESA)

### Załoga rezerwowa
- Naoko Yamazaki (1) – specjalista ładunku

*(liczba w nawiasie oznacza liczbę lotów odbytych przez każdego z astronautów)

## Planowany przebieg misji
- 18 lutego 2008 – prom wyjechał na platformę startową LC-39A.
- 8 marca – rozpocznie się odliczanie.
- 11 marca – start z platformy LC-39A.
- 13 marca – nastąpi połączenie z ISS.
- 14 marca – EVA-1 (Linnehan, Reisman), połączenie JEM ELM-PS z górnym węzłem Harmony, później zostanie przełączony na JEM PM.
- 16 marca – EVA-2 (Linnehan, Foreman), prace przy JEM ELM-PS i przygotowanie ISS do przyłączenia JEM PM.
- 18 marca – EVA-3 (Linnehan, Behnken), prace przy ISS.
- 20 marca – EVA-4 (Behnken, Foreman), naprawa paneli słonecznych.
- 22 marca – EVA-5 (Behnken, Foreman), prace przy ISS.
- 25 marca – odłączenie od ISS.
- 27 marca – lądowanie w KSC lub Edwards.

## Rzeczywisty przebieg misji

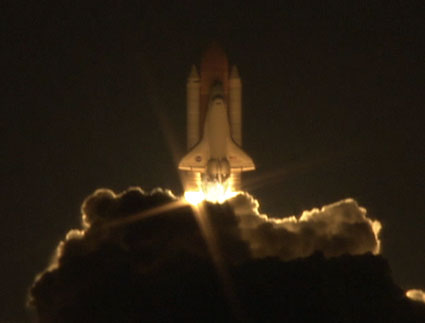
Start promu Endeavour w misji STS 123

- 18 lutego 2008 – prom wyjechał na platformę startową LC-39A.
- 8 marca – rozpoczęło się odliczanie.
- 11 marca – o 6:28 UTC (7:28 czasu polskiego) prom Endeavour wystartował z Przylądka Canaveral z platformy startowej LC-39A.
- 13 marca – o godzinie 3:50 Endeavour, przycumował do ISS
- 14 marca – o godzinie 01:18 rozpoczęła się EVA-1, w której brali udział Reisman i Linnehan. Początek montażu manipulatora Dextre.
- 15 marca – moduł JEM ELM-PS został aktywowany i astronauci weszli do niego.
- 15 marca – o 23:49 rozpoczęła się EVA-2, w której wzięli udział Rick Linnehan i Michael Foreman. Ciąg dalszy instalacji manipulatora.
- 17 marca - o godz 22:51 rozpoczęto EVA-3. Głównym jej celem było dokończenie montażu manipulatora Dextre. W EVA-3 brali udział astronauci Linnehan i Benkhen.
- 20 marca – o 22:04 z udziałem Behnkena i Foremana rozpoczęła się EVA-4. Głównym celem było przetestowanie metod wypełniania ubytków w osłonie termicznej wahadłowca.
- 22 marca – EVA-5 (Behnken, Foreman). Głównym jej celem było zamontowanie OBSS na powierzchni kratownicy stacji. Astronauci zamontowali też eksperyment materiałowy MISSE-6 na powierzchni modułu Columbus oraz wykonali inspekcję uszkodzonego prawego złącza obrotowego SARJ[3].
- 25 marca – odłączenie od ISS.
- 27 marca – lądowanie w KSC. Ze względu na duże zachmurzenie odbyło się po dodatkowym okrążeniu Ziemi o godzinie 01:39 czasu polskiego. Był to 22. taki przypadek w historii lotów wahadłowców. Po tym locie ISS była ukończona w około 70 procentach, a jej masa przekroczyła 27 ton.

## Parametry misji
- Masa:
  - startowa orbitera: 118 950 kg[4]
  - ładunku: 16 916 kg[4]
  - lądującego orbitera: ? kg
- Perygeum: 341 km[4]
- Apogeum: 346 km[4]
- Inklinacja: 51,6°[4]
- Okres orbitalny: 91,4 min[4]

## Dokowanie do ISS
- Połączenie z ISS: 13 marca 2008, 03:49:47 UTC[5]
- Odłączenie od ISS: 25 marca 2008, 00:25:00 UTC[5]
- Łączny czas dokowania: 11 dni 20 godzin 35 minut i 13 sekund